# ÉME Mesteriskola
Az ÉME Mesteriskola (korábban: MÉSZ Mesteriskola) 1953 óta működő, kétéves posztgraduális építészeti képzés Magyarországon. 1957–1992 között a Magyar Építőművészek Szövetsége (MÉSZ), 1992 óta az Építész Mester Egylet (ÉME) felel működéséért. Vezetője 2017-es haláláig Arnóth Lajos Széchenyi-díjas építész volt.

## Története
A Mesteriskola létrehozásának gondolata 1953-ban merült fel, két évvel a Magyar Építőművészek Szövetségének újjáalakítását követően. A képzés célja az volt, hogy a tömegessé váló egyetemi építészképzést követően, egy kétéves ciklusban közvetlen mester-tanítvány kapcsolatban lehessen a szakmát elsajátítani, illetve előadások, beszélgetések, közös programok során megismerkedni a magyar és a nemzetközi építészeti elmélettel és gyakorlattal. A Mesteriskola első ciklusát, 21 fiatal részvételével 1953-55 között id. Janáky István vezette, a nyolc mester (más néven „vezető építész”) között ott volt Weichinger Károly, Rimanóczy Gyula, Nyíri István. Az iskola vezetésére 1957-ben hallgatók és mesterek együttesen kérték fel Szendrői Jenőt, aki 2000-ig, haláláig betöltötte ezt a posztot.
Szendrői megfogalmazásában az iskola „minőségképzési törekvése – a Németh László-i gondolat jegyében – egész fennállása alatt a kontraszelekcióval szemben áll”. 1960-ban politikai nyomásra betiltották a Mesteriskolát. Erről Szendrői azt írta: „...úgy vélem, hogy elsősorban az elitképzés vádja volt a döntő, mert ez az elmúlt évtizedekben nemcsak az építészeknél, országosan előkerülő vitaként szerepelt.” Csak 1970-ben indulhatott újra, Fiatal Építészek Köre néven; eredeti nevét a hat FÉK-ciklus után a VII. ciklusra, 1982-84-ben vette vissza. (A mai számozás az 1970-től indulót követi.) 2000-től 2017-es haláláig az iskola vezetője Arnóth Lajos volt.
A képzés 2 évfolyamos, azaz négy szemesztert foglal magába, és kéthetente két napot vesz igénybe. A kínált programok között előadások, konferenciák, műteremlátogatások, épületlátogatások, zártkörű tervpályázatok, tanulmányutak szerepelnek. Míg korábban a Mesteriskola elvégzése a MÉSZ-tagság megszerzésének feltétele volt, addig ma a képzés egyik fő célja lehetőséget teremteni a fiatal építészeknek az egymással és az idősebb generációval történő kapcsolatfelvételre.

## Tagság, jelentkezés
A Mesteriskola hallgatója lehet minden, magyarországi építészeti felsőoktatásban diplomázott és legalább egyéves gyakorlattal rendelkező építész, amennyiben a ciklus alatt más posztgraduális képzésben nem vesz részt. A jelentkezés korhatáros, 2008-ban ez 35 év volt. A jelentkezéshez szakmai önéletrajzot, a diploma másolatát, munkahelyi hozzájárulást és szakmai ajánlást szükséges benyújtani. A jelentkezők a Mesteriskola Tanulmányi Bizottsága által kiírt tervpályázaton vesznek részt, a felvétel ennek eredménye, a benyújtott anyag és a személyes beszélgetés függvénye. Általában a jelentkezők 20-25%-át veszik fel.

## Szendrői Jenő-díj
A Mesteriskola és a Magyar Építőművészek Szövetsége a 2002-ben alapított Szendrői Jenő-díjjal kétévente ismeri el az iskola aktuális ciklusát elvégzett építészeket.